# Sugny
Sugny település Franciaországban, Ardennes megyében. Lakosainak száma 94 fő (2022. január 1.). Sugny Contreuve, Mont-Saint-Martin, Sainte-Marie, Saint-Morel, Savigny-sur-Aisne és Semide községekkel határos.

## Népesség
A település népessége az elmúlt években az alábbi módon változott:
| Lakosok száma | 102  | 84   | 79   | 89   | 108  | 104  | 100  | 100  | 100  | 94   |
|               | 1968 | 1982 | 1990 | 2006 | 2013 | 2015 | 2017 | 2019 | 2020 | 2022 |